# یژی ماکسیمیوک
یژی یان ماکسیمیوک (لهستانی: Jerzy Jan Maksymiuk؛ زادهٔ ۹ آوریل ۱۹۳۶) موسیقی‌دان، نوازنده پیانو، رهبر ارکستر فیلارمونیک کراکوف، آهنگساز اهل لهستان است.
وی دانش‌آموختهٔ دانشگاه موسیقی شوپن در رشته‌های نوازندگی پیانو، ویولن و آهنگسازی است و  برندهٔ جوایزی همچون گلوریا آرتیس شده‌است.
از فیلم‌هایی که وی در آن‌ها نقش داشته‌است، می‌توان به داستان ملال‌انگیز، آزمون، خاطرات یک گناهکار، رمز انیگما و گهواره اشاره نمود.